# Slatina-Timiș
Slatina-Timiș (en hongrois : Temesszlatina) est une commune du județ de Caraș-Severin en Roumanie.